# سانيتومي سانجو
سانيتومي سانجو (باليابانية: 三条 実美 سانجو سانيتومي) (13 مارس 1837 - 28 فبراير 1891) كان من نبلاء الإمبراطوري اليابانية وسياسي في فترة ميجي شغل منصب رئيس الوزراء الياباني في الفترة بين 25 أكتوبر 1889 و24 ديسمبر 1889.